# سباحة طائرين
سباحة طائرين هي رواية صدرت عام 1939 للكاتب الأيرلندي برايان أونولان، كتبها باسمه المستعار فلان أوبرين، إذ اعتُبرت هذه الرواية تحفة أوبرين الفنية على نطاق واسع، وأحد أكثر الأمثلة تعقيدًا عن القص الـ ما ورائي أو ما يعرف بالميتافيزيقية.
اشتُقّ عنوان الرواية من Snám dá Én باللغة الأيرلندية الوسطى: «مياه الطائرين الضيقة»؛ وبالأيرلندية المعاصرة: Snámh Dá Éan، ورد أن الملك الأسطوري سويني، شخصية في الرواية، قد زار مكان عبور قديم على نهر شانون، بين كلونماكنويز وشانونبريدج.
كانت هذه الرواية في قائمة مجلة التايم ضمن أفضل 100 رواية مكتوبة باللغة الإنجليزية من عام 1923 إلى سنة 2005. وأُدرجت في قائمة نشرتها صحيفة الغارديان، إذ صُنّفت ضمن أفضل 100 رواية باللغة الإنجليزية على مر التاريخ.

## ملخص حبكة الرواية
تطرح رواية سباحة طائرين نفسها على أنها قصة يرويها طالب أدب أيرلندي في ميتم يُذكر اسمه. يعتقد هذا الطالب أن «بداية ونهاية واحدة للكتاب هو شيء لا يُتفق عليه»، واستنادًا إلى هذا، يبدأ بكتابة ثلاث قصص منفصلة عن بعضها البعض تمامًا. تدور أول قصة حول بوكا ماكفيلمي وهو عضو في شعبة الشيطان. والثانية تدور حول شاب يدعى جون فيورسكي، الذي يتضح أنه شخصية خيالية اختلقتها شخصية أخرى اختلقها الطالب، اسمه ديرموت تريليس وهو كاتب ساخر غريب. بينما تهتم القصة الثالثة بتكيفات الطالب مع الأساطير الأيرلندية، أغلبها بخصوص فن ماك كول والملك المجنون سويني.
يروي الطالب تفاصيل حياته، في قصة إطار السيرة الذاتية. يقطن مع عمه، الذي يعمل كاتبًا في غينيس بروري في مدينة دبلن. العم رجل أعزب، واثق بنفسه، وصاحب وعي ذاتي ومحترم وهو يظن أن الطالب يقضي وقتًا أكثر بشرب الجعة برفقة أصدقائه في الجامعة، يضجع في سريره، ويقضي وقتًا أكثر على كتابه بدلًا من الذهاب إلى صفه.
سرعان ما تصبح القصص التي يكتبها الطالب متشابكة مع بعضها. إذ يلتقي جون فيورسكي ويصاحب صديق اثنين من شخصيات تريليس هما، أنثوني لامونت وبول شاناهن. يغتاظ كل منهما من سيطرة تريليس على مصيرهما، ويخططان لتخديره ما يجعله يقضي يغط في النوم، وبالتالي يوفر لهم قدرًا من الحرية وحياة منزلية هادئة بدلًا من أن يكونوا محكومين بمؤامرات روايته الرهيبة.
وفي الوقت نفسه، يختلق تريليس شخصية شيلا لامونت، أخت أنثوني لامونت، بغرض أن يغويها فيورسكي ويخونها، ولكن «جمالها يعمي تريليس» حتى ينسى نفسه ويعتدي عليها. وفي الوقت المناسب، تلد شيلا طفلًا اسمه أورليك، يتربى بصورة شاب مهذب وبليغ تولد معه موهبة كتابة الأدب القصصي. تجتمع المجموعة الكاملة من شخصيات تريليس، بما في ذلك فن، سويني، وبوكا المتحضر، والجنية الطيبة المشاكسة الخفية والتي تعيش في جيب بوكا، جميعهم في فندف تريليس الخيالي البجعة الحمراء حيث يبتكرون طريقة للإطاحة بالذي أنشأهم. وبالتشجيع من الآخرين، يبدأ أورليك بكتابة رواية عن والده تريليس تتم فيها محاكمته من قبل الشخصيات التي ابتكرها، إذ يجد تريليس مذنبًا ويعذبه بشراسة. وعند اقتراب رواية أورليك من ذروتها وذلك بموت تريليس، ينجح طالب الكلية في امتحاناته ويتصالح مع عمه. ويكمل قصته بحرق خادمة تريليس للأوراق عن طريق الخطأ. ويكتفي بوجود فيورسكي وأصدقائه، ويتم تحرير تريليس.

## الأصل والتأليف
لا تُعد فكرة التداخل بين المؤلف وشخصياته بالفكرة الجديدة، هناك مثال سابق هو رواية الضباب للكاتب ميجيل دي أونامونو في سنة 1914، يُعد أونولان أول من اكتشف تمرد الشخصيات الخيالية على مؤلفهم في قصة قصيرة بعنوان «مشاهير في رواية»، نُشرت في المجلة الأدبية UCD عام 1934. تُسرد القصة من منظور شخص أول هو روائي يدعى الأخ بارنباس، سئمت شخصياته من مزايداته وتآمرت في النهاية لقتله.
باستيحاء المحتوى الأسطوري لرواية «سباحة طائرين» من ميل أونولان للأدب الأيرلندي المبكر. فقد نشأ وترعرع في منزل يتكلمون به اللغة الأيرلندية، ورغم أنه ادعى أنه حضر القليل من محاضراته الجامعية، إلا انه درس التقليد الأدبي الأيرلندي المتأخر في العصور الوسطى كجزء من المنهج واكتسب ما يكفي من اللغة الأيرلندية القديمة ليتمكن من التأليف بطلاقة معقولة. كانت أطروحة الماجستير بعنوان «شِعر الطبيعة باللغة الأيرلندية»، على الرغم من أن الشخص الذي امتحنه، أغنيس أوفاريلي، رفضت المسودة الأولية واضطر إلى إعادة كتابتها. تحتوي رواية سباحة طائرين على مراجع لا تقل عن أربعة عشر مصدرًا مختلفًا في عصور الأدب الأيرلندي المبكرة والوسطى. وقد اقتُبس معظم الشعر الذي تلاه الملك سويني مباشرة من الرومانسية الأيرلندية الوسطى بويل سويبني، قام أونولان بتعديل طفيف على الترجمات بغرض الطابع الهزلي.
صُنّفت رواية سباحة طائرين على أنها من نوع مينيبين التهكمي. تعرض أوبرين لتقاليد المينيبين من خلال الأدب المعاصر والذي كان معروفًا عنه إعجابه بهذا النوع، بما في ذلك أعمال جيمس جويس، وآلدوس هيوكسلي، وسورين كيركجارد، وجيمس برانش كابيل، ولكنه أيضًا صادف هذا النوع في أثناء دراسته للأدب الأيرلندي في العصور الوسطى؛ وصف التهكم الأيرلندي الأوسط إيسلنغ ميك كون غلين بأنه «أفضل عمل للمحاكاة الساخرة في اللغة الأيرلندية».
ألّف أونولان الرواية على آلة كتابة محمولة في غرفة النوم التي يشترك بها مع شقيقه الأصغر ميشيل. ثم وضع الآلة الكاتبة على طاولة تم تشييدها من قطع تعريشة تم تحويرها كانت موجودة في الحديقة الخلفية لعائلة أونولان. يعتقد كاتب سيرة أوبرين الذاتية أن المادة غير العادية التي صُنعت طاولة الكتابة منها هي التي ألهمت اسم شخصية ديرموت تريليس، على الرغم من عدم وجود أي صلة بالمكان الذي عُثر فيه على هذه المعلومات.